# استئثار تنظيمي
الاستئثار التنظيمي هو أحد أشكال فشل الحكومات؛ ويحدث عندما تقوم إحدى الوكالات أوالمؤسسات التنظيمية التي أنشئت للعمل لمصلحة العامة بالعمل للمصالح التجارية والسياسية لجماعات معينة تهيمن على الصناعة أو القطاع المناط بتلك الوكالة تنظيمه. عندما يحدث الاستئثار التنظيمي فإن أهداف ومصالح الشركات أو الجماعات تأخذ أولوية فوق مصلحة العامة؛ مما يؤدي إلى خسائر للمجتمع. الوكالات والمؤسسات الحكومية التي تعاني من الاستئثار التنظيمي تسمى «وكالات مستأثرة».